# Song Ping
Song Ping (* 24. April 1917 im Kreis Ju, Provinz Shandong) ist ein ehemaliger Politiker der Volksrepublik China. Er war Mitglied des ständigen Ausschusses des Politbüros.

## Leben
Song Ping wurde auf der 4. Plenartagung des XIII. Zentralkomitees (24. Juni 1989) Mitglied des ständigen Ausschusses des Politbüros; auf der gleichen Tagung wurden Zhao Ziyangs Gefolgsleute Hu Qili, Rui Yingwen und Yang Mingfa ausgeschlossen.
Song Ping gilt als konservativ und soll zu dem Parteiveteranen Peng Zhen und dem Politbüromitglied Yao Yilin, einem ehemaligen Kommilitonen, gute Beziehungen unterhalten haben. Song Ping gehörte zu denen, die die Führungskräfte der Provinzen von der Richtigkeit der Verhängung des Kriegsrechts über Peking 1989 überzeugten. Zuletzt war er Direktor der ZK-Organisationsabteilung und damit für die Versetzung und Beförderung von Funktionären in Partei und Staatsapparat tätig.
Im Oktober 2022 besuchte er im Alter von 105 Jahren als ältester Teilnehmer die Eröffnungsveranstaltung des 20. Nationalen Parteikongresses der KPCh.